# Schlacht bei Systerbäck
1. Phase: Schwedische Dominanz (1700–1709)
Dänischer Kriegsschauplatz (1700)
Humlebæk • Tönning I 
Livländ./ Estnischer Kriegsschauplatz (1700–1708)
Riga I • Jungfernhof • Varja • Pühhajoggi • Narva • Petschora • Düna • Rauge • Erastfer • Hummelshof • Embach • Tartu • Narva II • Wesenberg I • Wesenberg II
Ingermanländ./ Finnischer Kriegsschauplatz (ab 1701)
Archangelsk • Ladogasee • Nöteborg • Nyenschanz • Newa • Systerbäck • Petersburg • Wyborg I • Porvoo • Newa II • Koporje II • Kolkanpää
Litauisch-weißrussischer Kriegsschauplatz (1702–1706)
Vilnius • Saladen • Jakobstadt • Gemauerthof • Mitau • Grodno I • Olkieniki • Njaswisch • Klezk • Ljachawitschy
Polnischer Kriegsschauplatz (1702–1706)
Klissow • Pułtusk • Thorn • Lemberg • Warschau • Posen • Punitz • Tillendorf • Rakowitz • Praga • Fraustadt • Kalisch 
Russischer Kriegsschauplatz (1708–1709)
Grodno II • Golowtschin • Moljatitschi • Rajowka • Lesnaja • Desna • Baturyn • Koniecpol • Weprik • Opischnja • Krasnokutsk • Sokolki • Poltawa I • Poltawa II
2. Phase: Schweden in der Defensive (1710–1721)
Baltischer und Finnischer Kriegsschauplatz (bis 1714)
Riga II • Wyborg II • Pernau • Kexholm • Reval • Hogland • Pälkäne • Storkyro • Nyslott • Hanko 
Schwed./Norwegischer Kriegsschauplatz (1710–1721)
Helsingborg • Køge-Bucht • Bottnischer Meerbusen • Frederikshald I • Dynekilen-Fjord • Göteborg I • Strömstad • Trondheim • Frederikshald II • Marstrand • Ösel • Göteborg II • Södra Stäket • Grönham • Sundsvall
Norddeutscher Kriegsschauplatz (1711–1716)
Elbing • Wismar I • Lübow • Stralsund I • Greifswalder Bodden I • Stade • Rügen • Gadebusch • Altona • Tönning II • Stettin • Fehmarn • Wismar II • Stralsund II • Jasmund • Peenemünde • Greifswalder Bodden II • Stresow 
Die Schlacht bei Systerbäck (oder Schlacht bei Systerbäk, ebenso Schlacht an der Sestra), am Fluss Sestra, war eine Schlacht im Großen Nordischen Krieg. Sie fand am 2. Julijul. / 13. Juli 1703greg. statt und endete mit einem Sieg der russischen Truppen unter dem Oberbefehl von Boris Petrowitsch Scheremetew.

## Im Vorfeld

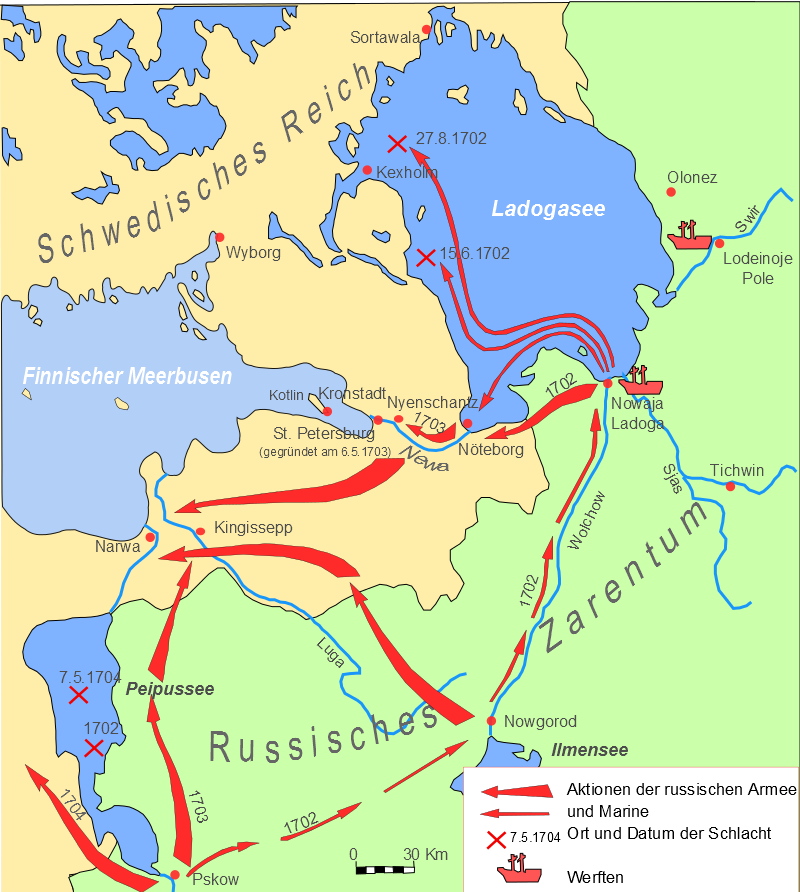
Russische Vorstöße in das schwedische Kernland von 1700 bis 1704

Nachdem sich Russland von der Niederlage bei Narva Ende November 1700 wieder erholt hatte, wuchs ab 1702 Russlands Einflussgebiet im Ostseeraum. Mit der Eroberung der Schlüsselburg, auch Nöteborg genannt, wurde die Kontrolle über die Newa und deren Zufluss zur Ostsee zur Hauptaufgabe der russischen Armee. In der Nähe der Schlüsselburg und in Olonetz bauten Spezialisten eine Flotte auf, mit der die schwedische Vorherrschaft im östlichsten Teil der Ostsee beendet werden sollte.
In der Nähe der Nyenschanz begannen die Russen 1703 mit der Erbauung von Sankt Petersburg, der neuen Hauptstadt des Zarenreiches. Nach der Eroberung der Nyenschanz wurden vom russischen Feldmarschall Scheremetew die Stadt Koporje erobert. Generalmajor Werden eroberte das Schloss Jamy, welches zu einer Festung verstärkt wurde und fortan den Namen Jamburg erhielt. Diese russischen Siege führten dazu, dass bis Mitte 1703 ganz Ingermanland von Russland besetzt werden konnte. Fortan galt es diese Eroberungen vor schwedischen Angriffen zu sichern.
Schwedische Truppen konnten von Wyborg aus Petersburg jederzeit bedrohen. Um die neue Hauptstadt zu schützen, marschierten russische Heereskräfte bis zur finnischen Grenze nach Norden. Dem Gros der Armee wurden vier Dragonerregimenter als Avantgarde voraus gestellt. An der Spitze befand sich das Regiment von Oberst Carl Ewald von Rönne. Des Weiteren bestand die Armee aus sechs Infanterieregimentern, einschließlich der beiden Leibregimenter des Zaren. Der Weg nach Systerbäck war beschwerlich. Die Gegend bestand aus Sümpfen und Morasten, sodass die Infanterieeinheiten der Kavallerie nur langsam folgen konnten.
Am 2. Juli 1703 kam es bei Systerbäck, an der Sestra, 35 Kilometer von Sankt Petersburg entfernt, zum Aufeinandertreffen der Armeen.

## Die Schlacht
General Menschikow stellte die Dragonerregimenter ins Zentrum. Direkt hinter ihnen postierte er Infanterieregimenter. Das erste Ziel der Dragoner war die Eroberung der einzigen Brücke über die Sestra. Diese wurde von der schwedischen Artillerie gedeckt und von einer kleineren Infanterieeinheit besetzt. Nachdem die schwedischen Soldaten von dem Dragonerregiment Rönne überrannt wurden, beschoss die schwedische Artillerie die Brücke. Die russischen Reiter zogen sich vorerst zurück. Einige der fliehenden Reiter wurden von russischen Infanteristen erschossen, sodass sich die Reiter von zwei Seiten unter Feuer sahen und wieder zum Angriff auf die schwedischen Stellungen anritten.
Die Schweden hatten ihre Stellungen hinter der Brücke durch Verhaue, Gräben und spanische Reiter verstärkt, so dass der Kampf von morgens sechs Uhr bis zum Nachmittag andauerte. Die russische Infanterie war in acht Treffen unterteilt. Diese griffen unaufhörlich die schwedischen Stellungen an. Durch die vierfache Übermacht der russischen Infanterie und die unaufhörlichen Angriffe waren die Schweden gezwungen zurückzuweichen.
Generalmajor Abraham Kronhjort, der von der russischen Armeestärke überrascht war, schätze die Situation falsch ein, er dachte die Russen wollten direkt auf Wyborg gehen, um die Festung einzunehmen. Um dies zu verhindern, zog er zum Nachmittag die Infanterie und Artillerie aus dem Zentrum der Schlachtordnung und ließ diese nach Wyborg marschieren, um die Festung zu schützen. Die Kavallerie ließ der Generalmajor vier weitere Stunden gegen die Russen kämpfen, um den Rückmarsch zu decken. Erst als die Reiterei sehr stark dezimiert war, nahm Kronhjort auch diese aus der Schlacht und zog sich gemeinsam mit dieser in die Festung Wyborg zurück.
Dieser Rückzug ging gestaffelt und geordnet vonstatten, sodass es die Russen nicht wagten den Schweden nachzugehen oder die Festung anzugreifen.

## Verluste
Bei den Verlusten unterscheiden sich die Quellen der beiden Gegner stark. In russischen Quelle werden die eigenen Verluste mit 150 Mann angegeben. Die Verluste der Schweden werden in diesen Quellen mit 1000–2000 Mann beziffert. Schwedische Quellen geben für die eigenen Verluste 117 Kavalleristen und 87 Infanteristen sowie 184 Verwundete an.

## Die Folgen
Die Russen zogen sich nach diesem Erfolg nach Ingermanland zurück, über den Ladogasee kamen frische russische Regimenter und im September 1703 folgte der Einmarsch in Estland.
Die schwedischen Truppen in Finnland waren durch die Niederlage bei Systerbäck so stark geschwächt, dass sie für die neue Hauptstadt Sankt Petersburg keine Gefahr mehr darstellten. Generalmajor Abraham Kronhjort, welcher bereits sehr alt war, wurde nach der Schlacht von Systerbäck als oberkommandierender General in Finnland abgelöst. Seine Nachfolge trat Generalleutnant Georg Johann Maydell an.